# Antonijo Kovačević

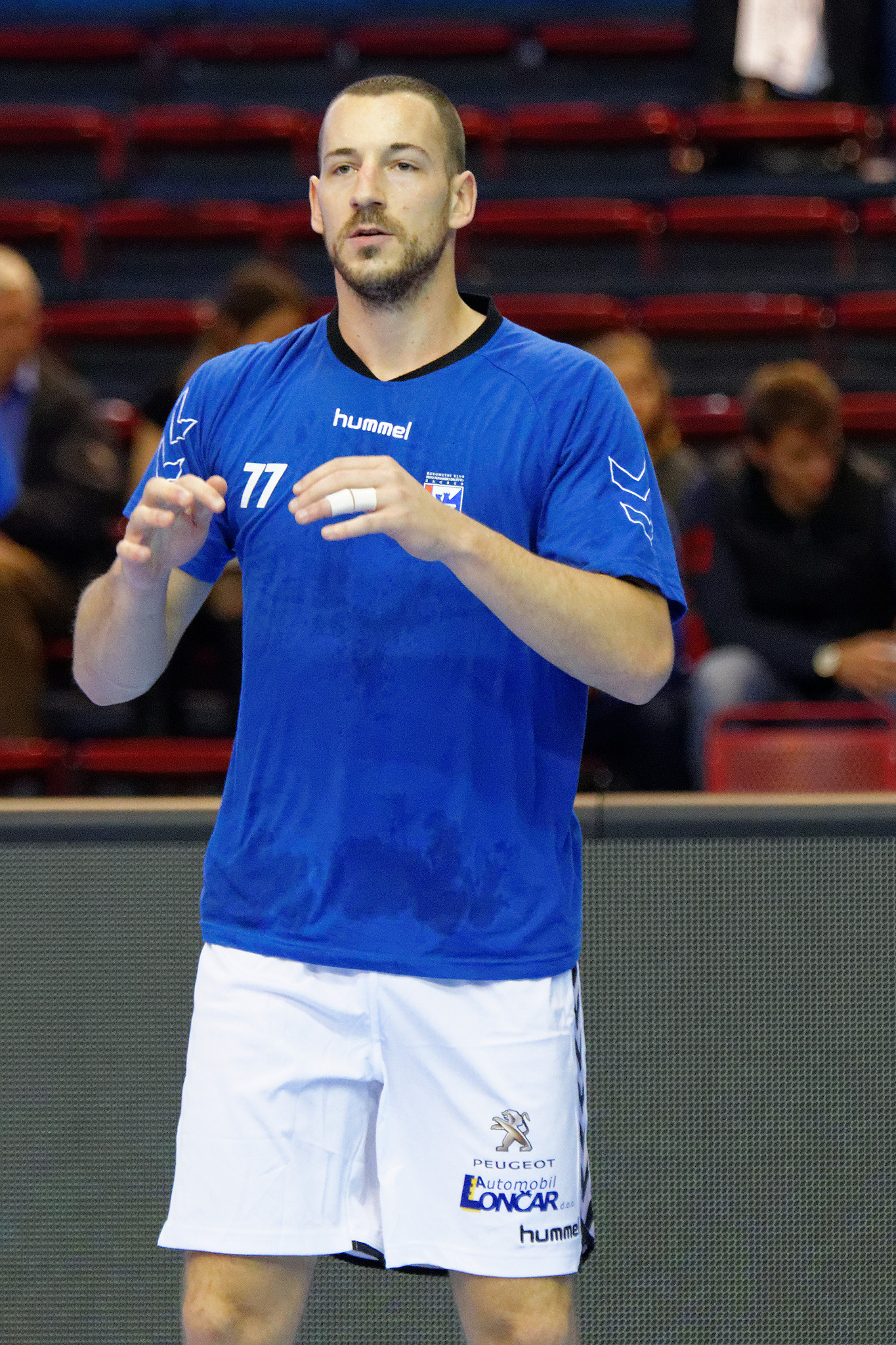
Antonijo Kovačević (2015)

Antonijo Kovačević (* 21. Mai 1987 in Zagreb, SR Kroatien, SFR Jugoslawien) ist ein kroatischer Handballspieler.
Der 1,94 Meter große und 90 Kilogramm schwere linke Außenspieler steht seit 2013 beim RK Zagreb unter Vertrag. Mit Zagreb gewann er 2014, 2015 und 2016 die Meisterschaft sowie 2014, 2015 und 2016 den kroatischen Pokal. Antonijo Kovačević stand im Aufgebot der kroatischen Nationalmannschaft, so für die Europameisterschaft 2010.